# Coleopteroidea
Ce taxon est aujourd'hui obsolète.

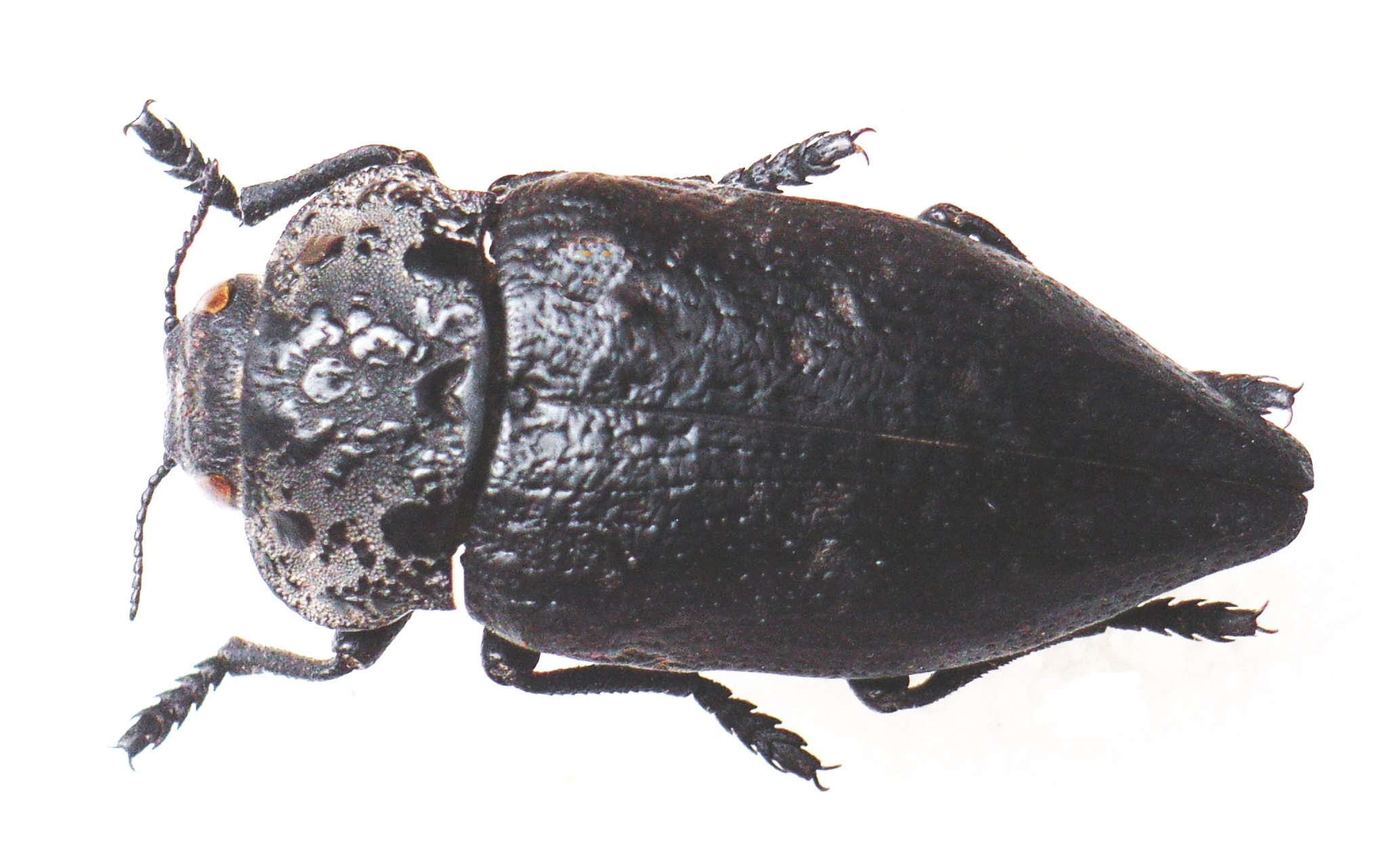
Le coléoptère Capnodis tenebrionis faisait partie des Coleopteroidea.

Coleopteroidea est un ancien super-ordre d'insectes, sous-classe des Ptérygotes, section des Néoptères, division des Holométaboles. 
Les ordres de Coleopteroidea étaient : 
- Coleoptera - les Coléoptères ;
- Strepsiptera - les Strepsiptères.

## Référence
- (en) Frank N. Young, Gene Kritsky, A Survey of Entomology, iUniverse, 2002 - 308 pages  (ISBN 9780595221431)